# Olivet (Dakota del Sur)
Olivet es un pueblo ubicado en el condado de Hutchinson en el estado estadounidense de Dakota del Sur. En el Censo de 2010 tenía una población de 74 habitantes y una densidad poblacional de 187,97 personas por km².

## Geografía
Olivet se encuentra ubicado en las coordenadas 43°14′28″N 97°40′28″O / 43.24111, -97.67444. Según la Oficina del Censo de los Estados Unidos, Olivet tiene una superficie total de 0.39 km², de la cual 0.39 km² corresponden a tierra firme y (0%) 0 km² es agua.

## Demografía
Según el censo de 2010, había 74 personas residiendo en Olivet. La densidad de población era de 187,97 hab./km². De los 74 habitantes, Olivet estaba compuesto por el 93.24% blancos, el 0% eran afroamericanos, el 0% eran amerindios, el 2.7% eran asiáticos, el 0% eran isleños del Pacífico, el 0% eran de otras razas y el 4.05% pertenecían a dos o más razas. Del total de la población el 0% eran hispanos o latinos de cualquier raza.